# Chiume
Chiume – miasto w Angoli, w prowincji Moxico.